# Palacio de Valdés-Bazán

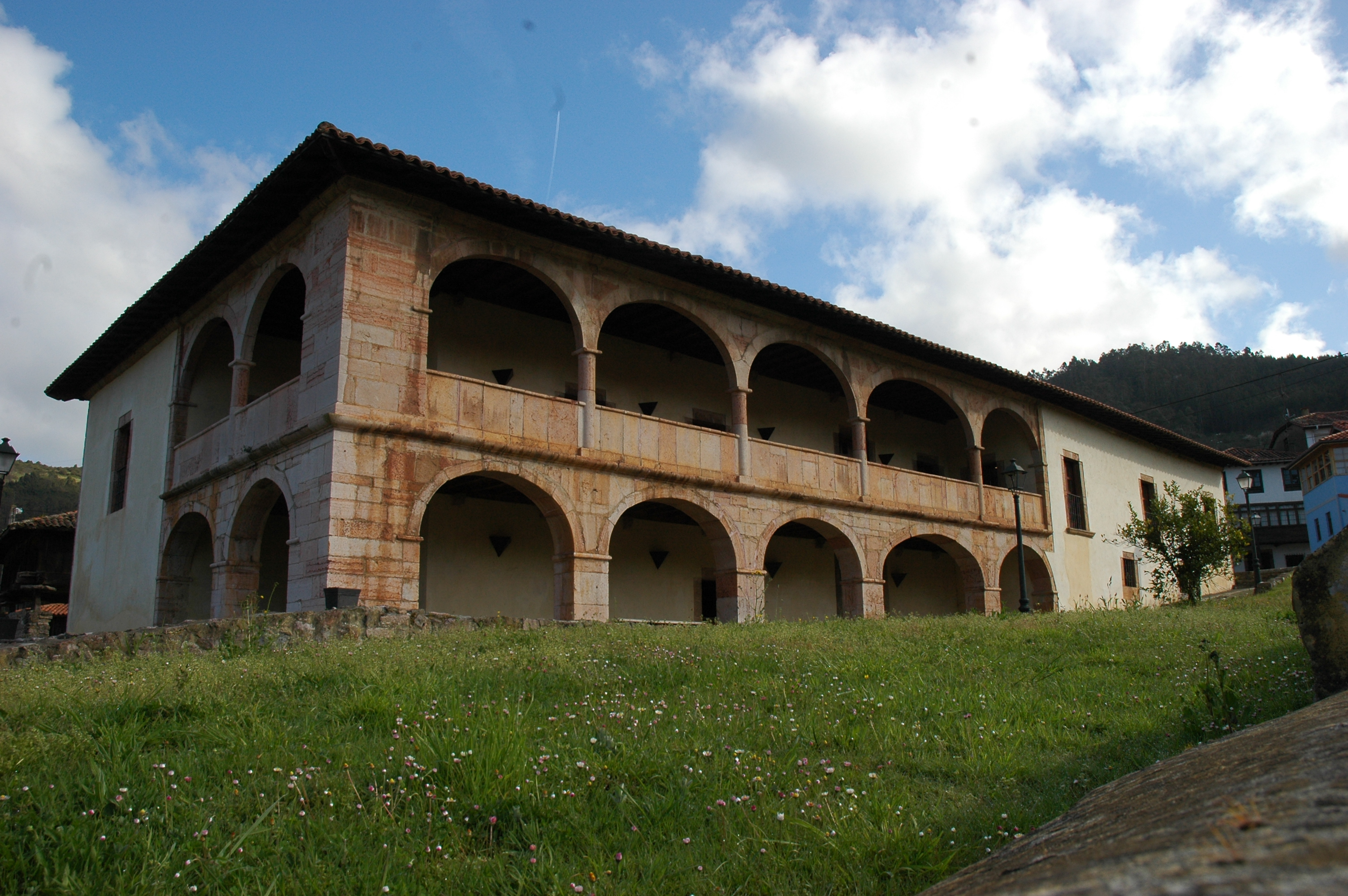
Palacio de Valdés-Bazán. Desde este lado se observa la galería porticada.

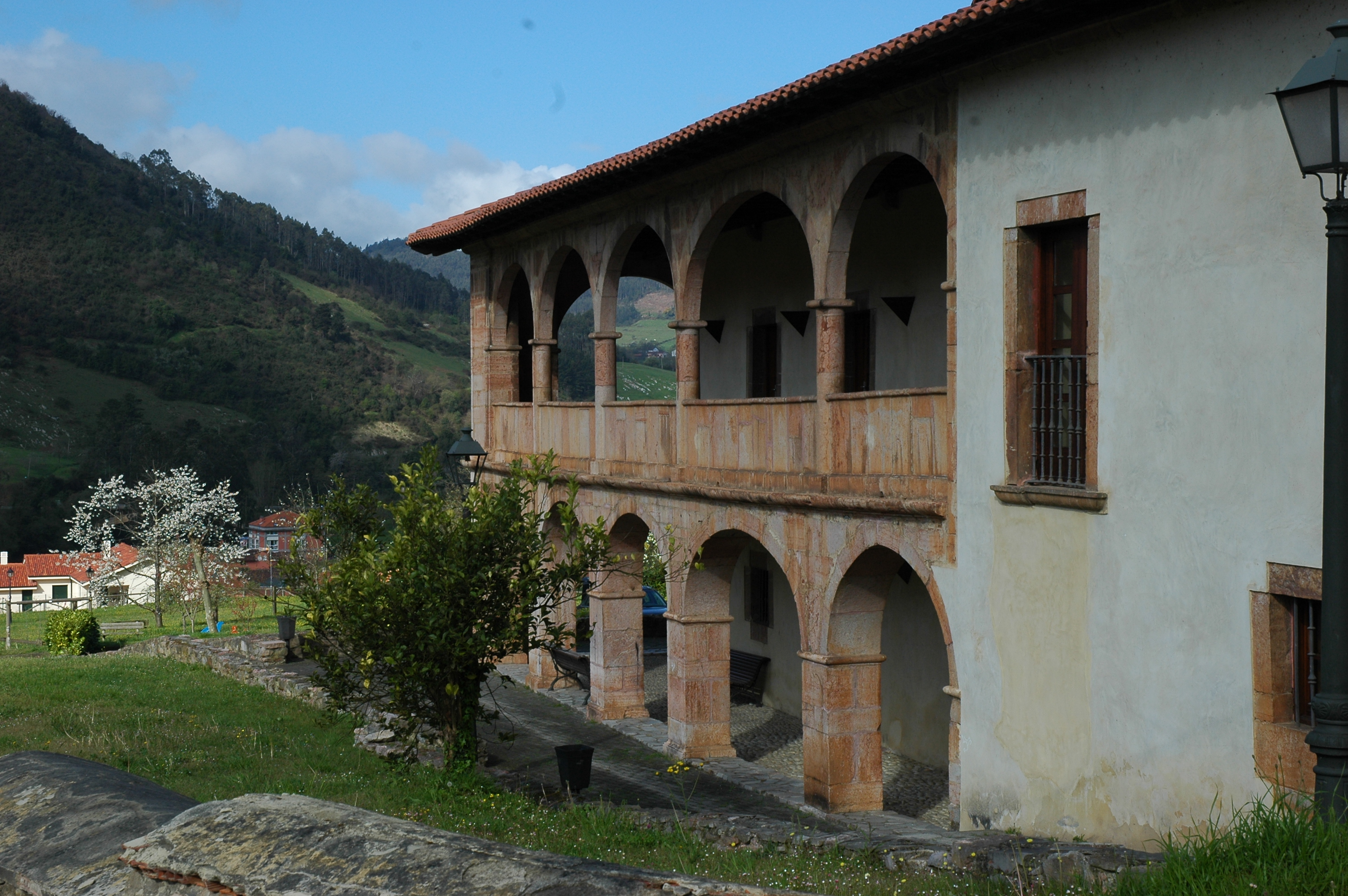
Palacio de Valdés-Bazán

El Palacio de Valdés-Bazán o de los Cuervo-Arango, o de los Condes de Reparaz, es una residencia nobiliaria rural, de estilo clasicista, situada en la parroquia asturiana de San Román de Candamo.
El edificio original data del siglo XVI aunque sufrió dos importantes reformas en el XVII y en el XVIII, a las que debe sus trazas actuales.
Durante más de cuatro siglos, hasta bien avanzado el XX, la casa se transmitió por vía hereditaria en la descendencia de sus fundadores, sucediéndose en los linajes de Cuervo Arango, Quirós (que tomaron este apellido pese a tener varonía Cuervo), Valdés, Ríos, Armada (condes de Revillagigedo y marqueses de Rivadulla) y Melgarejo (condes de Reparaz). A fines del pasado siglo, pasó a ser propiedad municipal.

## Descripción
La casa de los Valdés-Bazán se encuentra en un extremo del pueblo de San Román de Candamo, al lado de la carretera y dentro de una gran finca. El aspecto que ofrece desde el pueblo, desde el que se observan las fachadas norte y este, es el de una casa más, realizada con las técnicas y los medios tradicionales en su entorno geográfico.
El edificio se organiza en planta mediante un rectángulo que se subordina a la topografía del lugar, con dos alturas en la zona más baja y una en la más alta. No posee patio interior y la cubierta se resuelve a tres aguas, subordinada también a la topografía de la zona.
La fachada norte ha de ser considerada como la principal, ya que en ella se sitúan los emblemas que dan carácter nobiliario a la residencia y que son dos, seguramente realizados ambos en la segunda mitad de siglo XVIII, ya que en ellos están incluidos los cuervos que añadió al escudo familiar Fernando Valdés-Quirós.
Existen en esa fachada dos puertas en el nivel inferior, la que debió ser principal y otra que daría acceso a las cuadras, mientras que en el superior hay otra que da acceso a la vivienda de los guardeses, de manera que, como vemos, la organización de esta fachada permite establecer la diferenciación de dos núcleos habitacionales que se corresponden en la fachada opuesta y que son la residencia nobiliaria y la de sus empleados.
El núcleo principal presenta una disposición de las ventanas de cierta regularidad resaltada por el balcón central, situado encima de la puerta y que quiere ser una réplica de los balcones de homenaje, aunque resultó aquí con extremada sencillez. A sus lados se disponen irregularmente los dos escudos mencionados. A plomo de una de las caras de las ventanas del piso principal se sitúa una fila de ventanas de dimensiones más redu- cidas; esta disposición, asimétrica, acentúa todavía más el carácter de desorganización que ofrece toda la casona en esta fachada.
Su paramento es absolutamente liso y está organizado con los medios constructivos habituales en Asturias: sillarejo enfoscado y guardavivos realizados con grandes sillares encuadrados a cuatro caras. Los únicos elementos decorativos, que en ningún caso rompen la austeridad del conjunto, son las pequeñas y sencillas molduras que prolongan la peana de las ventanas.
El núcleo más alto de esta fachada, por poseer los huecos más próximos y por la existencia de una pequeña escalera, ofrece un poco más de «gracia» aunque siempre dentro de los más estrechos cauces de la sobriedad más rigurosa.
La fachada este no parece distinguirse para nada del resto de las edificaciones de carácter popular del entorno. Su distribución de huecos es asimétrica como en la fachada norte; en esta zona no existe elemento decorativo alguno.
Los elementos arquitectónicos singulares de la casona se presentan en la fachada sur en la que, con una distribución semejante a la del paramento opuesto, la zona que se corresponde con lo que veíamos era la parte noble de la fachada norte, se ve aquí ocupada por una doble arquería que singulariza el inmueble. Esta arquería se desarrolla en las dos alturas del inmueble, ocupando algo más de la mitad de esta fachada y la mitad de la fachada oeste. Su piso bajo se articula mediante unos grandes pilares de sección rectangular que dan apoyo a unos arcos rebajados de tres centros, regularmente trasdosados y encajados entre albanegas de piedra tallada con cierta maestría. Entre arco y arco se sitúan unas molduras verticales de sección rectangular y escasamente salientes que articulan el espacio siembre sombrío.
La separación de los dos pisos se realiza mediante una moldura de medio bocel que corre toda la zona porticada y que arroja una suave ceja de sombra.
El piso alto repite la modulación de huecos del bajo, sustituyendo los pilares por columnas cilíndricas realizadas mediante dos bloques de piedra, que se rematan en una especie de capitel realizado mediante un sillar almohadillado y que da arranque a un arco de similar trazado al del piso inferior. También aquí la sillería de las albanegas presenta ciertas irregularidades de reparto, aunque siempre con piezas talladas a todas sus caras. Entre columna y columna corre una barandilla lisa realizada en piedra que nuevamente incide en acrecentar la austeridad del conjunto. El remate de cornisa, que da pie a la techumbre de madera, se compone mediante una moldura de medio bocel.
Por lo que se refiere a la estructura de madera, no hay nada que se separe de los modos tradicionales locales en el trabajo de las escuadrías y en la solución de los voladizos.
Como puede apreciarse, toda la organización se subordina a una rigurosa austeridad teñida de ruralismo, que se manifiesta por la irregularidad geométrica de la composición arquitectónica, expresada incluso en la zona noble por la irregularidad de las dimensiones de las arquerías.
La fachada más al oeste participa por igual del sistema de las galerías y del de la fachada norte sin aportar ninguna otra novedad.

## Historia constructiva

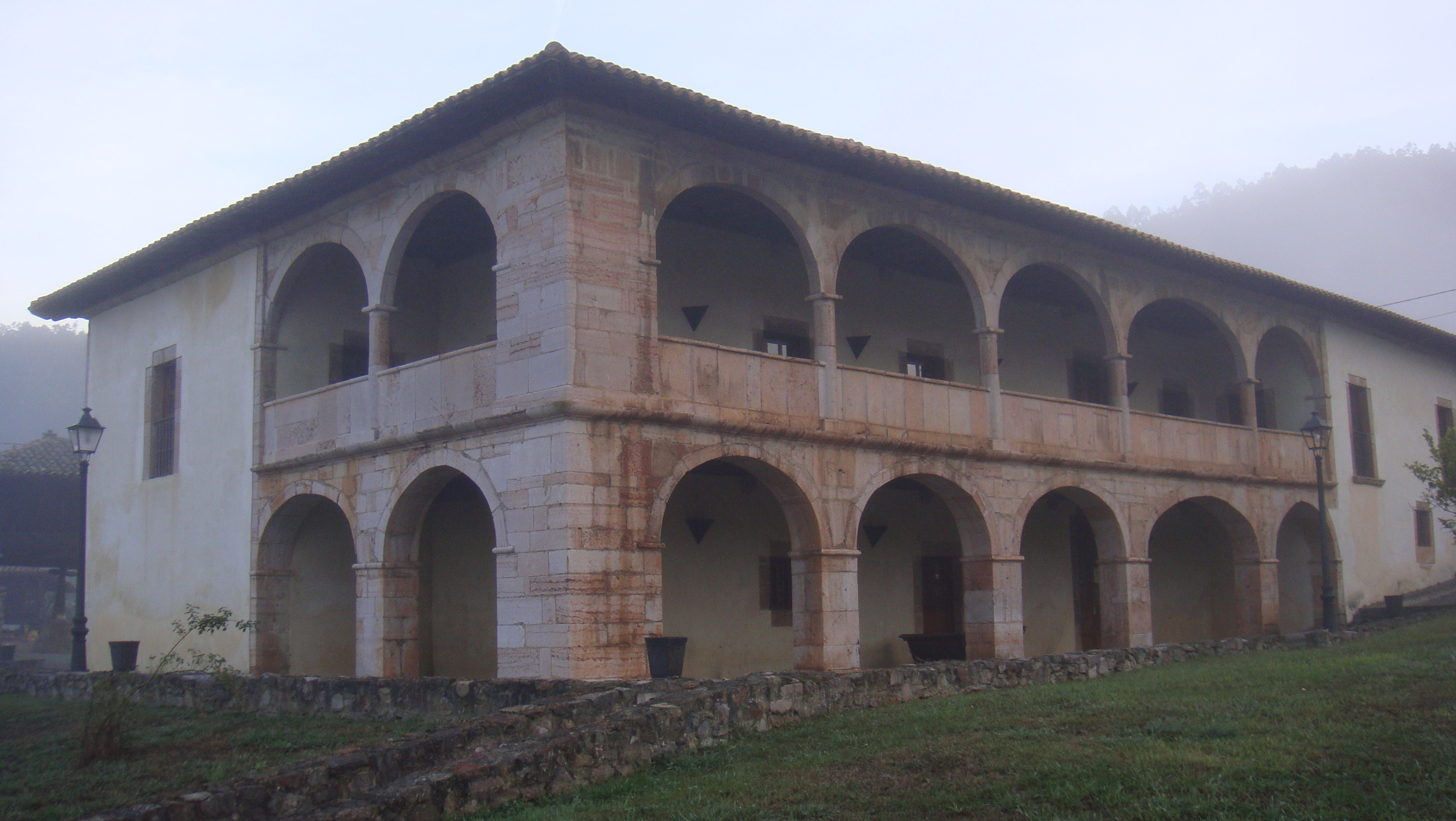
Palacio de Valdés-Bazán

De acuerdo con los datos históricos y a la vista del edificio, pueden establecerse dos etapas fundamentales en su construcción:
- 1. Una fase primitiva en la que se construiría el núcleo básico del inmueble, caracterizada por el empleo de técnicas y materiales tradicionales y que debió de comprender las fachadas norte (remodelada luego) y este, y el ochenta por ciento de la superficie habitada en la actualidad. Por sus características, no ofrece más interés que el resto de las edificaciones populares del entorno. Su materialización, hipotéticamente, puede situarse hacia el siglo XVII, de acuerdo con las dimensiones de los huecos que no parecen haber sido modificados.

- 2. La remodelación de Fernando Valdés en el siglo XVIII comprendería una reparación de la fachada norte con la incursión de los escudos probablemente en ese momento se enfoscarían los paramentos viejos. También se realizaría la galería de la zona sur, sin derribar muro alguno, adosando este elemento a la construcción primitiva, como parece derivarse de la junta que se manifestó en el extremo de la fachada principal. Esta remodelación, muy en consonancia con el espíritu austero y severo, otorga al edificio el sentido singular que le caracteriza.

Ya en manos de Fernando de Valdés y Quirós, la casona sufre una ampliación que modifica su aspecto primitivo, probablemente muy sencillo, otorgándole el empaque que hoy posee y colocando los escudos de su fachada con las armas de Valdés y Cuervo.
Jovellanos, en sus Diarios, describe la casona tal como la conoció en los años finales del siglo XVIII, rodeada de viñedos y frutales:

A la derecha, San Romano; excelente casa de campo situada en alto, al norte del Nalón, y como a un tiro de su orilla, ampliada por el señor don Fernando de Valdés Quirós, asistente que fue de Sevilla y del Consejo de Su Majestad en el de Hacienda, abuelo del actual poseedor, el capitán de navío don José Valdés Flórez, y padre del teniente general y ministro de Marina, del mariscal de campo y del brigadier de los reales ejércitos, don Antonio, don Rafael y don Fernando Valdés Bazán.
Diarios de Jovellanos

## Historia genealógica
En el primer cuarto del siglo XVI esta casa pertenecía a

• Fernando Menéndez de Arango, llamado también Fernán Cuervo de Pravia, que falleció en 1527. Oriundo de Pravia, era hijo sacrílego del presbítero Luis Cuervo de Arango, capellán real y canónigo de Oviedo, beneficiado de varias iglesias en los concejos de Candamo y Pravia y vecino de Grado, donde murió hacia 1520, y de Catalina Fernández de Bandujo. Vivía este Fernando entre su casa de San Román y la que hubo de su padre en Grado, y también tenía hacienda en Pravia. Casó con Aldonza de Omaña y tuvieron por hijo y sucesor a

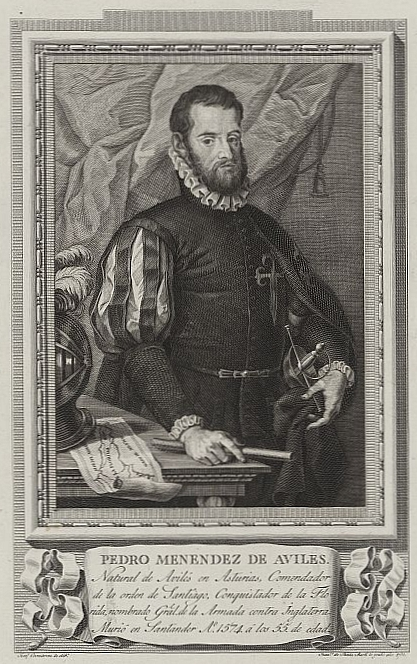
Pedro Menéndez de Avilés (1519-1574), conquistador y I adelantado de la Florida. Martín de Quirós, señor de la casa de San Román de Candamo, casó hacia 1542 con Catalina González de Arango, hermana uterina del adelantado. Tres siglos después y en virtud de este parentesco, su descendiente José de Valdés y Flórez (1761-1823), señor de la casa de San Román, litigó por el mayorazgo de Avilés, adelantamiento de la Florida y condado de Canalejas (título concedido en 1675 al VI adelantado), a raíz de que se extinguiera la descendencia del I conde. En 1821 el pleito se falló a favor de Benita de Inclán Valdés y Mier (1751-a.1830), y desde entonces la casa de Avilés siguió en sus descendientes los Valdés de Gijón y los Armada. Rafaela de los Ríos Enríquez (1854-1931), biznieta de José de Valdés y señora de la casa de San Román, casó en 1872 con Álvaro de Armada y Fernández de Córdoba (1843-1907), conde de Revillagigedo y XVII adelantado de la Florida. La casa de San Román siguió en su descendencia hasta finales del.

•  Martín de Quirós, natural de Pravia, señor de la casa de San Román, que falleció a finales de 1572. Casó hacia 1542 con Catalina González de Arango, natural del barrio de Sabugo, hoy incorporado a la villa de Avilés. Esta señora era hermana uterina del general Pedro Menéndez de Avilés, comendador de Santiago, conquistador y I adelantado mayor de la Florida: hija de Juan Martínez de Cudillero el Viejo, vecino de Sabugo y que también poseía varias casas en Cudillero, y de María Alonso de Arango, su mujer, que antes había estado casada con Juan Alfonso Sánchez de Avilés, de quien tuvo por hijo entre otros al Adelantado. Martín de Quirós y Catalina González tuvieron once hijos:
1. Martín de Quirós, que como primogénito sucedió en la casa. Acompañó a su tío el Adelantado en la conquista de la Florida, donde fue tesorero real. El 9 de febrero de 1580 elevó memorial solicitando a S.M. la plaza de capitán de su galera capitana o el oficio de tesorero o proveedor de las galeras.[3] Debió de morir mozo poco después, y tras él poseyeron la casa sucesivamente los cuatro siguientes:
2. Luis Cuervo,
3. Juan de Quirós, que también fue con su tío a la Florida, y
4. Arias de Omaña, que murieron los tres sin descendencia,
5. y Pedro de Quirós, que sigue.
6. Fernando Cuervo,
7. Catalina de Quirós, mujer de Juan Martínez de Ponte. Tuvo una hija llamada María de Quirós.
8. María de Arango,
9. Francisca de Quirós, que casó en 1565 o poco antes con el doctor Gonzalo de Solís de Merás, compañero y cronista del Adelantado en la conquista de la Florida, autor de un notable Memorial sobre aquella gesta. Nació en la villa de Tineo hacia 1545 y murió entre 1587 y 1593, hijo de Pedro de Merás el Viejo y de María González de Solís. Tuvieron una hija llamada
 María de Merás y Quirós, que casó con Francisco de Solís y Bernardo de Quirós, Alférez Mayor de Oviedo, señor de la torre de la Quintana de Ciaño, hijo de Pedro de Solís y la Rúa, poseedor de la misma casa y oficio, y de Leonor Bernardo de Quirós. Con posteridad en que siguió esta casa, recayendo en el siglo XIX en la de Carreño de Valdesoto y en los Vereterra, marqueses de Gastañaga.
10. María de Quirós, mujer de Juan de Arango,
11. y Aldonza de Omaña, que casó con Alonso López de Tuña. Con posteridad.

• Pedro de Quirós, señor de la casa de San Román, casó en primeras nupcias con Leonor de Miranda y en segundas con María de Quirós. De la segunda tuvo por primogénito y sucesor a

• Martín de Quirós, que casó con María de Carreño y Falcón, heredera de un mayorazgo de los Carreño. Sucedió en la casa su hijo

• Diego de Quirós Carreño y Cuervo Arango, señor de la casa de San Román y mayorazgo de Carreño, nacido en Avilés el 18 de marzo de 1632. Casó con María Ana de Valdés Rivera, señora de la casa de Valdés de la villa de Grado, donde nació el 15 de mayo de 1642. Tuvieron por hija y sucesora a

• María Manuela de Quirós Carreño y Valdés, señora de las casas de Cuervo, Carreño y Valdés, bautizada en San Román de Candamo el 17 de diciembre de 1673 y fallecida el 23 de agosto de 1758.

Casó en San Román el 8 de julio de 1700 con José Manuel de Valdés y Sierra, natural y señor de la segunda casa de Valdés de la villa de Cangas de Tineo, bautizado en la Magdalena el 9 de junio de 1669, que fue abogado, regidor perpetuo de Avilés, juez de esta villa en 1703, ministro de los Reales Consejos, intendente de las Islas Canarias, intendente general de los Ejércitos y corregidor de Burgos. Hijo de Francisco de Valdés Busto y Álava, señor de dicha casa, y de María de Sierra y Llano. Procrearon a

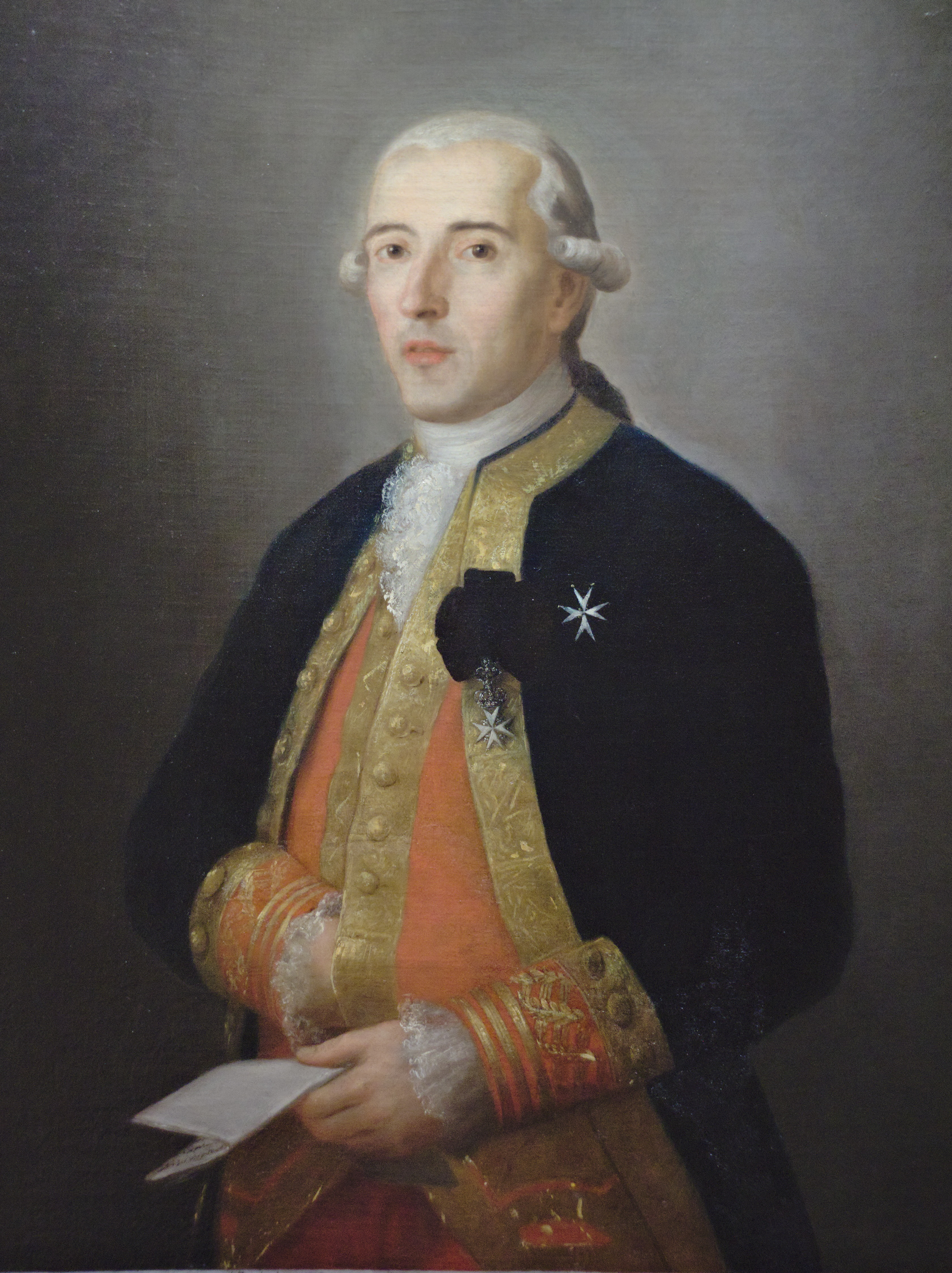
El capitán general de la Armada Antonio de Valdés y Fernández Bazán (1744-1816), secretario de Estado y del Despacho Universal de Marina e Indias, bailío sanjuanista, caballero del Toisón de Oro.

• Fernando Antonio de Valdés y Quirós, que nació en su casa de Cangas de Tineo, fue bautizado en la Magdalena el 17 de agosto de 1705 y falleció en 1760. Poseyó también las casas de Grado y San Román, y en esta realizó la vasta reforma que ya se ha descrito. Fue asistente y superintendente de Sevilla, intendente general de las tropas de Andalucía, corregidor de Burgos y de Córdoba y del Consejo de S.M. en el de Hacienda.

Casó en Fuenmayor (La Rioja) el 22 de enero de 1732 con Rafaela Ventura Fernández Bazán y Ocio, natural y mayorazga en dicho lugar, bautizada el 27 de julio de 1719 y finada en Madrid en 1783, hija de Miguel Fernández Bazán y Bustamante, natural de Fuenmayor, y de María Ana de Ocio Salamanca y Ladrón de Guevara, que lo era de Casalarreina. Fueron padres de:
1. Cayetano de Valdés Bazán y Quirós, que sigue.
2. José Antonio de Valdés y Fernández Bazán, nacido en Burgos el 6 de marzo de 1743, sacerdote jesuita.
3. Antonio de Valdés y Fernández Bazán, natural de Burgos y bautizado en San Lesmes el 26 de marzo de 1744, capitán general de la Armada, consejero de Estado y de la Junta Central Suprema, secretario de Estado y del Despacho Universal de Marina e Indias, caballero de la Orden del Toisón de Oro y bailío de la de San Juan de Jerusalén, gentilhombre de Cámara de S.M.
4. María Teresa de Valdés y Fernández Bazán, natural de Córdoba.
5. Rafael de Valdés y Fernández Bazán, nacido en Córdoba el 12 de octubre de 1749, mariscal de campo de los Reales Ejércitos y caballero de Alcántara.
6. Fernando de Valdés y Fernández Bazán, nacido en Sevilla el 9 de septiembre de 1754, brigadier de los Reales Ejércitos y también caballero de Alcántara.

Los cinco varones fueron alumnos del Real Seminario de Nobles de Madrid. En la casa sucedió:

• Cayetano de Valdés Bazán y Quirós, comisario de guerra de los Reales Ejércitos, que nació en Burgos el 15 de julio de 1741 y murió en Madrid el 11 de octubre de 1770.

Casó en San Andrés de Pravia el 23 de octubre de 1758 con María Antonia Flórez de Peón, natural y señora de la casa de Flórez del lugar de la Vega de los Viejos en Babia, donde fue bautizada el 21 de julio de 1743. Era también mayorazga en la villa de Pravia y en la parroquia de las Riberas del mismo concejo (actual de Soto del Barco), y contrajo segundas nupcias con el general Desmaissiéres, de quien tuvo otros dos hijos que casaron con la condesa de la Vega del Pozo y con la marquesa de la Motilla y dejaron descendencia en que siguen dichos títulos. Era hija y sucesora de Rodrigo Flórez Bances, poseedor de las mismas casas, regidor perpetuo de Pravia, natural de las Riberas, y de Eulalia de Peón y Queipo de Llano, que lo era de Oviedo, de la casa de Villaviciosa. Tuvieron por hijos a

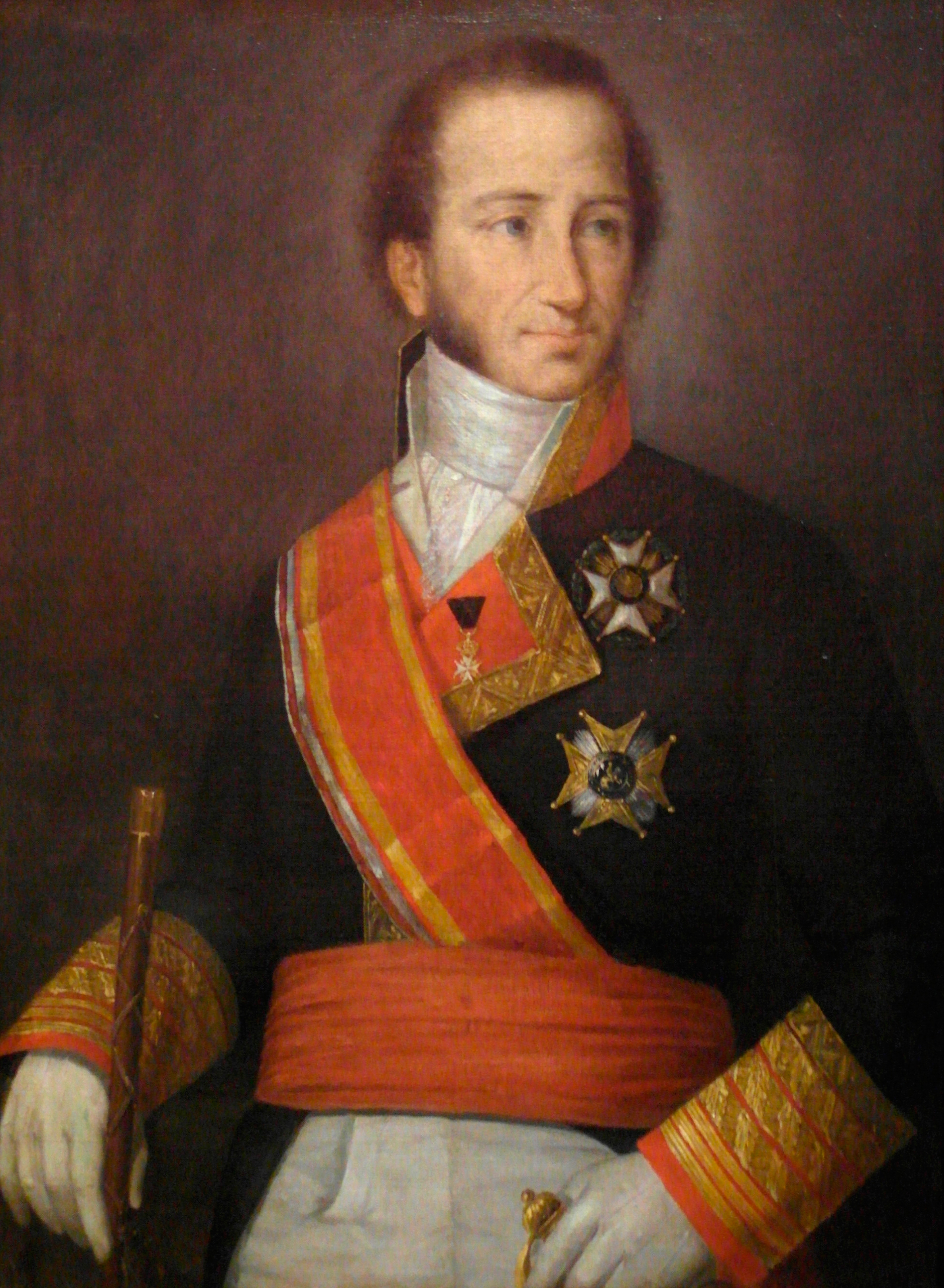
El capitán general de la Armada Cayetano de Valdés y Flórez (1767-1834), ministro de la Guerra, presidente de las Cortes, prócer y regente del Reino grandes cruces de San Fernando, San Hermenegildo y San Juan de Jerusalén. Héroe de las batallas de Trafalgar, Cabo de San Vicente y Espinosa de los Monteros.

1. José Jaime de Valdés y Flórez, que sigue.
2. Joaquín de Valdés y Flórez, nacido en Sevilla en 1764, jefe de escuadra de la Real Armada,
3. Judas Tadeo de Valdés y Flórez,
4. Fernando de Valdés y Flórez,
5. Ignacio de Valdés y Flórez
6. Cayetano de Valdés y Flórez, capitán general de la Armada, que nació en Sevilla el 8 de septiembre de 1767 y falleció en San Fernando el 6 de febrero de 1834 bajo testamento hecho en Madrid el 13 de julio de 1822. Combatió en las batallas de Trafalgar y Cabo de San Vicente, y en la Guerra de la Independencia, mandando una división en la Batalla de Espinosa de los Monteros. Fue capitán general del departamento de Cádiz, ministro de la Guerra en 1820, diputado y presidente de las Cortes, prócer del Reino y su regente en 1823. Poseyó las grandes cruces de San Fernando, San Hermenegildo y San Juan de Jerusalén. Casó con Isabel Roca de Togores y Valcárcel, dama noble de María Luisa, viuda de Francisco Valcárcel y Pío de Saboya, su tío carnal. Natural de la ciudad de Orihuela, fue bautizada en la catedral el 16 de abril de 1783 y murió en Nápoles, abril de 1835, sin prole y divorciada de Cayetano. Era hija de Juan Nepomuceno Roca de Togores y Escorcia, I conde de Pinohermoso, grande de España, y de María Valcárcel y Pío de Saboya, de los marqueses de Castel Rodrigo.
7. Y Rafael de Valdés y Flórez, teniente coronel del Regimiento de Infantería de Navarra.

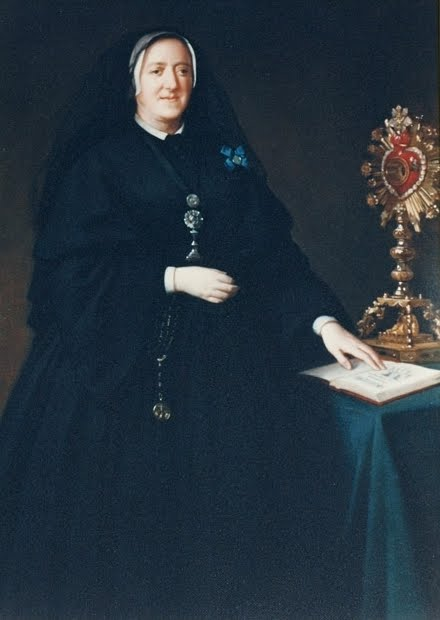
Santa María Micaela del Santísimo Sacramento (en el mundo, vizcondesa de Jorbalán), fundadora de las Adoratrices. Su padre, el general Miguel Desmaissiéres y Flórez, conde de la Vega del Pozo, era hermano uterino del capitán general Cayetano de Valdés y Flórez y de José de Valdés y Flórez, señor de esta casa de San Román de Candamo.

• José de Valdés y Flórez, señor de las casas de San Román, Grado, Pravia, Cangas, las Riberas, Fuenmayor y Vega de los Viejos, jefe de escuadra de la Real Armada, diputado electo a Cortes. Probó su nobleza para ser guardia marina y caballero de Santiago. Nació en Madrid el 25 de julio de 1761 y finó en Gijón el 23 de febrero de 1823. Litigó por la casa de Avilés, condado de Canalejas y adelantamiento de la Florida cuando esta casa vacó por muerte de la III duquesa de Almodóvar.<o>
Casó con María Luisa de los Ríos y Muñoz de Velasco, que nació el 8 de abril de 1772 en Naveda, Hermandad de Campoo de Suso, y testó en Trubia el 17 de noviembre de 1835, hija de Antonio de los Ríos Enríquez, señor de la casa de los Ríos de Naveda, y de Juana Rosa Muñoz de Velasco y Fernández de Isla, de los marqueses de Pico de Velasco. Fueron padres de
1. Félix Valdés de los Ríos, I marqués de Casa Valdés, teniente coronel de Artillería, maestrante de Sevilla y diputado a Cortes. Natural de Gijón, fue bautizado en San Pedro el 20 de mayo de 1803 y falleció en San Sebastián (Guipúzcoa) el 9 de abril de 1881. El título le fue otorgado en 1846, con el vizcondado previo de las Riberas, en atención a los méritos de su padre y abuelo y a los de su tío Cayetano de Valdés Flórez y su tío abuelo Antonio de Valdés Bazán. Casó dos veces: primera con Antonia María de los Dolores Guillén y Merino, de la que no tuvo hijos, y segunda con María Josefina Mathieu y de Billy de Valois, nacida en Gravelotte (Lorena, Francia) el 23 de abril de 1848, y fallecida en Madrid el 28 de enero de 1922. De la segunda tuvo descendencia en que sigue el marquesado y que volveremos a citar.
2. Ramona Valdés de los Ríos, que testó en Madrid el 26 de julio de 1864 y murió en Santianes de Pravia el 30 de enero de 1870. Casó, previas capitulaciones de 1820, con Pedro Manuel de Salas Quiñones Omaña y Suárez Miranda, último señor de la casa de Omaña y agregadas, teniente coronel de Infantería, procurador en la Junta General del Principado, senador vitalicio, que fue bautizado en Santianes el 24 de enero de 1791. Hijo y sucesor de Manuel de Salas Quiñones y Omaña, señor de la casa de Omaña, regidor perpetuo de Oviedo, Pravia y Siero, y de Josefa Suárez Miranda y Flórez de Valdés, naturales también de Santianes, donde casaron el 14 de diciembre de 1783. Su marido falleció sin descendencia en Oviedo el 2 de octubre de 1860 bajo testamento hecho en Madrid el 3 de septiembre de 1854, por el que la dejaba heredera universal.[8] Y Ramona a su vez legó este patrimonio a su sobrina y ahijada la condesa de Revillagigedo, nieta de su hermana Rafaela, de quien trataremos en seguida.
3. María Manuela Cayetana Valdés de los Ríos, nacida el 10 de abril de 1797 en el Real Astillero de Guarnizo, valle de Camargo, Merindad de Asturias de Santillana. Casó en Pravia el 2 de mayo de 1818 con el brigadier de la Armada Luis de los Ríos y Muñoz de Velasco, su tío carnal (hermano de su madre), viudo sin prole de María Teresa de Bassecourt y Burguño. Fue señor de la casa de Naveda, donde había nacido el 5 de diciembre de 1776, y testó en Avilés el 5 de enero de 1850. Con descendencia que volveremos a citar.
4. Y Rafaela Valdés de los Ríos, que sigue.

La línea en que recayó la casa de San Román sigue por

• Rafaela Valdés de los Ríos, que nació en Gijón el 2 de mayo de 1801 y casó con Lope Antón Miranda de Grado y González de Lena, señor de la casa del Campo, sita en el lugar de la Riera y parroquia de Trubia del actual concejo de Oviedo (entonces Grado), en la que nació el 27 de abril de 1784, y poseedor también de la del Peridiello en la parroquia de Columbiello, concejo de Lena. Hijo de Fernando Miranda de Grado y Pañeda, señor de la casa del Campo de Trubia, y de María Antonia González de Lena y Vázquez de Prada, de la casa del Peridiello. Fueron padres de

• María Josefa Miranda de Grado y Valdés, natural y señora de la casa del Campo, que fue bautizada en Santa María de Trubia el 13 de marzo de 1834 y murió en Gijón en 1913.

Casó dos veces: la primera en Trubia el 24 de octubre de 1853 (con dispensa del 2.º con 3.er grado de consanguinidad) con el capitán de Artillería Ramón de los Ríos y Valdés, su primo carnal (por Valdés y tío segundo por Ríos), señor de la casa de Naveda ya citada, que nació en Pravia el 25 de julio de 1825 y murió en Madrid el 22 de agosto de 1854 habiendo testado el mismo día. Hijo del brigadier Luis de los Ríos y Muñoz de Velasco y de Manuela Valdés de los Ríos, ya citados.

Y en segundas nupcias casó con Dionisio Menéndez de Luarca y Argüelles Quiñones, poseedor de las casas de su apellido de San Justo, Setienes y villa de Luarca, todo en el concejo de Valdés, señor nominativo del coto de Sangoñedo en el de Tineo y de la villa de Lamas de Moreira en el de Burón (hoy provincia de Lugo), político y escritor carlista, diputado a Cortes, que nació en 1826 en Valsera, concejo de Las Regueras, y murió en 1904, hijo de Bartolomé Menéndez de Luarca Tineo y Riego, último señor de dichas jurisdicciones, natural de Luarca, procurador general del Principado, diputado a Cortes y senador del Reino, y de Juana de Argüelles Quiñones y Fernández Miranda, su segunda mujer, natural de Valsera.
Del primero tuvo por hija a
1. María del Carmen Rafaela de los Ríos Enríquez y Miranda de Grado, que sigue,

 Y del segundo matrimonio nacieron:
2. Rafael Menéndez de Luarca y Miranda de Grado, que murió adolescente.
3. María del Carmen Menéndez de Luarca y Miranda de Grado, señora nominativa de Sangoñedo y de Lamas de Moreira, que casó con Ramón Menéndez de Luarca y Secades, su primo carnal, hijo de Pantaleón Menéndez de Luarca y Argüelles Quiñones, teniente coronel de Artillería, y de Adelaida Secades y Lobo. Con sucesión.
4. Y Ramona Menéndez de Luarca y Miranda de Grado, mujer de José de Collantes y Arce. De origen montañés, este señor era hermano de Teresa de Collantes, la mujer del banquero Policarpo Herrero Vázquez, e hijo de Antonio de Collantes y Bustamante, natural de Reinosa, y de Petra de Arce y Villegas, que lo era de Bárcena de Pie de Concha. Con posteridad.

Escudo de armas de los condes de Revilla Gigedo, grandes de España.

• María del Carmen Rafaela de los Ríos Enríquez y Miranda de Grado, dama  de la Orden de María Luisa, que nació en Madrid el 31 de julio de 1854, fue bautizada al día siguiente en San Martín y falleció en la excorte el 26 de diciembre de 1931. Hubo de sus padres la casa de Naveda y la del Campo de Trubia, y además fue heredera universal de su tía abuela Ramona Valdés de los Ríos, que a su vez lo fue del último señor de la casa de Omaña. Poseyó así un vasto patrimonio que incluía la casa de San Román de que vamos tratando, y empleó buena parte de él en dotar a la Fundación Revillagigedo, que en 1829 abrió en Gijón la primera escuela de Formación Profesional de España, conocida popularmente como La Gedo y encomendada a la Compañía de Jesús.

Casó en Trubia el 29 de mayo de 1872 con Álvaro de Armada y Fernández de Córdoba, VI conde de Revillagigedo y IV de Güemes, grande de España, VIII marqués de Santa Cruz de Rivadulla y VI de San Esteban de Natahoyo, XVII adelantado de la Florida, coronel honorario de Artillería con uso de uniforme, caballero de Montesa y maestrante de Valencia, gentilhombre de Cámara de S.M. con ejercicio y servidumbre, que nació en su palacio de Gijón, fue bautizado en San Pedro el 10 de febrero de 1843 y falleció en su casa de Deva el 23 de septiembre de 1907. Hijo del coronel Álvaro de Armada y Valdés, marqués de San Esteban y de Rivadulla, conde de Canalejas, adelantado de la Florida, diputado a Cortes y senador del Reino, caballero de Montesa y de Carlos III, y de María Manuela de la Paciencia Fernández de Córdoba y Güemes, condesa de Revilla Gigedo y de Güemes, marquesa de Canillejas, grande de España, dama de la Reina y de la Orden de María Luisa. Procrearon siete hijos:

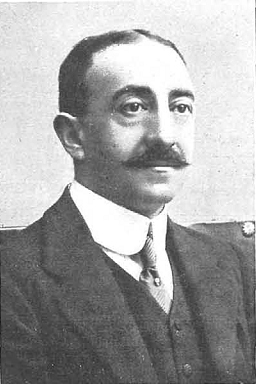
Manuel de Argüelles y Argüelles, ministro de Hacienda y de Fomento del Rey Alfonso XIII, diputado a Cortes, consejero de Estado, caballero de Calatrava y gran cruz de Isabel la Católica. Casó en primeras nupcias con Josefa de Armada y de los Ríos-Enríquez, hija de los VI condes de Revillagigedo, y en segundas con Concepción de Ulloa y Fernández Durán, de los condes de Adanero, viuda de su cuñado Álvaro de Armada y de los Ríos-Enríquez, VII conde de Revillagigedo, dama de la Reina y de la Orden de María Luisa. Argüelles fue vicepresidente del Banco Español de Crédito, entidad a la que siguieron vinculados los descendientes de su primer matrimonio hasta 1987.

1. María Manuela de Armada y de los Ríos-Enríquez, nacida en Deva y bautizada en la parroquial del Salvador el 8 de mayo de 1873. Casó en Madrid el 3 de julio de 1900 con José Félix María Valdés y Mathieu, su tío-abuelo segundo, II marqués de Casa Valdés, senador del Reino, delegado de la Cruz Roja Española en varios países, caballero de Malta y de la Legión de Honor de Francia, comendador de Carlos III y gran cruz de Isabel la Católica, gentilhombre de Cámara de S.M., que nació en París el 13 de octubre de 1871, residió habitualmente en esta capital y murió en Vevey (Vaud, Suiza) en 1938. Era hijo de Félix Valdés de los Ríos, I marqués de Casa Valdés (arriba citado como hermano de Rafaela, la bisabuela materna-materna de Manuela) y de María Josefina Mathieu y de Billy de Valois, su segunda mujer. Con descendencia en que sigue este título.
2. María de la Concepción de Armada y de los Ríos-Enríquez, que nació en Deva el 27 de marzo de 1875. Casó en Madrid el 12 de mayo de 1898 con Vicente Gil-Delgado y Olazábal, nacido el 24 de abril de 1872 y finado en Vitoria el 28 de mayo de 1937, hijo de Carlos Gil-Delgado y Tacón, natural de Madrid, y de María Brígida de Olazábal y González de Castejón, II marquesa de Berna, nacida en Irún. Con posteridad.
3. María de los Dolores Josefa de Armada y de los Ríos-Enríquez, que nació el 12 de abril de 1878 en Gijón, donde casó el 5 de septiembre de 1902 con Manuel de Argüelles y Argüelles, diputado a Cortes por Oviedo del Partido Conservador y ministro de Hacienda y de Fomento del Rey Alfonso XIII, consejero de Estado, caballero de la Orden de Calatrava y gran cruz de Isabel la Católica. Viudo de Josefa, Manuel de Argüelles volvió a casar con su cuñada la condesa viuda de Revillagigedo, como más bajo se dirá. Había nacido el 10 de noviembre de 1875 en Madrid, donde finó el 10 de diciembre de 1945, hijo de Manuel de Argüelles y Frera y de María Emilia de Argüelles y Torre. Con sucesión.
4. Rafaela de Armada y de los Ríos-Enríquez, nacida en Gijón el 8 de agosto de 1882. Casó en Madrid el 30 de enero de 1904 con Tomás Sanchiz y de Quesada, VI conde de Santa Ana de las Torres, capitán de Artillería, caballero de Montesa y maestrante de Granada, mayordomo de semana de S.M., hijo de José Sanchiz y Castillo, natural de Gandía, y de María del Milagro de Quesada y Vera, que lo era de Madrid. Con posteridad.
5. María de la Encarnación de Armada y de los Ríos-Enríquez, religiosa del Sagrado Corazón, nacida el 28 de marzo de 1884 en Madrid, donde murió el 2 de diciembre de 1977.
6. Álvaro José de Armada y de los Ríos-Enríquez, VII conde de Revilla Gigedo y V de Güemes, marqués de San Esteban, grande de España, XVIII adelantado de la Florida, coronel honorario de Artillería, diputado a Cortes, senador vitalicio del Reino, maestrante de Valencia, gentilhombre de Cámara de S.M. con ejercicio y servidumbre, que nació en Madrid el 9 de febrero de 1886 y murió de accidente en la misma villa el 25 de noviembre de 1923. Fue su mujer María de la Concepción de Ulloa y Fernández Durán, dama de la Reina y de la Orden de María Luisa, quien tras enviudar del conde volvió a casar con su cuñado Manuel de Argüelles, ya citado, viudo de Josefa de Armada. Nacida en Madrid el 15 de octubre de 1891, era hija de Gonzalo de Ulloa y Calderón, X conde de Adanero, y de Josefa Lucía Fernández Durán y Caballero, de los marqueses de Perales del Río, también dama noble de María Luisa.
7. Y Luis de Armada y de los Ríos-Enríquez, que sigue.

La casa de San Román pasó al menor de sus hijos:

• Luis de Armada y de los Ríos-Enríquez, marqués de Santa Cruz de Rivadulla, general de división procedente de Artillería, grandes cruces del Mérito Militar y de San Hermenegildo, caballero y trece de Santiago. Nació en Deva el 13 de junio de 1889, fue bautizado en el Salvador el siguiente día 16 y expiró en Madrid el 16 de diciembre de 1973. Heredó de sus padres entre otros bienes la casa de San Román de Candamo y el pazo de Ortigueira, solar de los Mondragón sito en la parroquia de Santa Cruz de Rivadulla y concejo de Vedra (La Coruña).

Casó en Madrid el 26 de abril de 1915 con María del Rosario Comyn y Allendesalazar, cruz pro Ecclesia et Pontifice, presidenta de las Hijas de María del Sagrado Corazón, nacida el 31 de octubre de 1892 en la villa y corte, donde finó el 26 de mayo de 1973. Hija de Antonio Comyn y Crooke, diputado a Cortes, senador del Reino, gentilhombre de Cámara del Rey Alfonso XIII, y de Jesusa Allendesalazar y Muñoz de Salazar, I condesa de Albiz, que fue hermana de Manuel de los mismos apellidos, presidente del Consejo de Ministros, e hija de los condes de Montefuerte. Tuvieron por hijos a
1. María del Dulce Nombre de Jesús Armada y Comyn (Jesusa), que nació en Palma de Mallorca el 25 de abril de 1916 y expiró en Madrid el 21 de octubre de 1994. Casó en Santa Cruz de Rivadulla el 16 de julio de 1951 con Antonio Villalobos y Ventura, general de brigada de Artillería que combatió en la Guerra Civil y en la División Azul, Medalla Militar individual y colectiva, Cruz de Hierro de 1.ª clase, subdirector general de Tráfico, que nació en Huéscar el 3 de septiembre de 1910 y murió en Madrid el 12 de enero de 1998.[13] Con sucesión.
2. María del Carmen Rafaela Armada y Comyn, que nació el 29 de abril de 1918 en Madrid, donde casó el 29 de abril de 1943 con José María Gil-Casares y Pérez, médico, nacido en Santiago de Compostela el 12 de septiembre de 1916, hijo de Felipe Gil Casares, catedrático de Derecho y rector de la Universidad de Santiago, alcalde de esta ciudad, diputado a Cortes y magistrado del Supremo, y de María del Carmen Pérez Esteso (hermana de Julián, conde de Canalejas por su matrimonio con una prima del marqués de Rivadulla). Con hijos.
3. Alfonso Armada y Comyn, marqués de Santa Cruz de Rivadulla, general de división de Artillería, maestrante de Granada, que nació el 12 de febrero de 1920 en Madrid, donde falleció el 1.º de diciembre de 2013. Secretario general de la Casa de S.M. el Rey Juan Carlos I durante 17 años y condenado por el intento de golpe de Estado de 1981. Casó en Madrid el 5 de julio de 1944 con Francisca de Paula Díez de Rivera y Guillamas, nacida en San Sebastián (Guipúzcoa) el 7 de agosto de 1924, hija de Pedro Díez de Rivera y Figueroa, VI marqués de Someruelos y conde de Almodóvar, y de María de los Dolores Guillamas y Caro, condesa de Alcolea de Torote, de los marqueses de San Felices. Con posteridad.
4. Luis Armada y Comyn, ingeniero naval, que nació en Madrid el 29 de diciembre de 1921. Casó en Madrid el 3 de octubre de 1949 con María del Rosario Martínez de Campos y Rodríguez, nacida el 13 de noviembre de 1927, hija del general Arsenio Martínez de Campos y de la Viesca, II duque de Seo de Urgel, III marqués de Martínez de Campos y de Viesca de la Sierra, dos veces grande de España, grandes cruces del Mérito Militar y Naval y de San Hermenegildo, gentilhombre de Cámara de S.M. con ejercicio y servidumbre, y de María de los Dolores Rodríguez Limón, dama de la Reina. Con descendencia.
5. María de los Dolores Armada y Comyn, religiosa del Sagrado Corazón, nacida en Madrid el 27 de octubre de 1923.
6. María del Rosario Armada y Comyn, que nació el 19 de junio de 1925 en Santa Cruz de Rivadulla, donde casó el 12 de julio de 1958 con Vicente Montiel y Rodríguez de la Encina, presidente del diario As, de la revista Semana, de Sucesores de Rivadeneyra y de la AEDE, nacido el 12 de octubre de 1921 en Madrid, donde falleció el 7 de mayo de 2013. Hijo de Luis Montiel y Balanzat, fundador del diario citado, natural de Madrid, y de María de la Asunción Rodríguez de la Encina y Garrigues de la Garriga, que lo era de Valencia, de los barones de Santa Bárbara. Con prole.
7. María del Perpetuo Socorro Armada y Comyn, que sigue,
8. María de la Paz Armada y Comyn, que nació el 26 de julio de 1931 en Madrid, donde casó el 14 de octubre de 1957 con José Victoriano Sáinz y Ramírez de Saavedra, VI duque de Rivas, grande de España, marqués de Santa Rosa del Río, académico de la Real de Córdoba, infanzón de Illescas, nacido en Madrid el 2 de marzo de 1924, hijo de Victoriano Sáinz de Cuesta, gentilhombre de Cámara del Rey Alfonso XIII con ejercicio y servidumbre, y de María Ramírez de Saavedra y Anduaga, V duquesa de Rivas, marquesa de Andía. Con hijos.
9. Ignacio Armada y Comyn, sacerdote jesuita, que nació en Madrid el 23 de septiembre de 1934 y falleció en La Roda (Albacete) el 11 de octubre de 1986.
10. Y Francisco Armada y Comyn, doctor en Ciencias Físicas, gemelo del anterior, que casó en Madrid el 3 de noviembre de 1967 con Lucila Bravo y Bravo (Luci), licenciada en Ciencias Físicas, nacida en Madrid el 15 de febrero de 1944. Con sucesión.

La última dueña hereditaria de la casa de San Román fue

• María del Perpetuo Socorro Armada y Comyn (Maruca).